# Neobaryssinus phalarus
Neobaryssinus phalarus là một loài bọ cánh cứng trong họ Cerambycidae.